# Barrage d'Ilha Solteira
 (décembre 2020).
L'usine hydroélectrique d'Ilha Solteira liée au barrage d'Ilha Solteira est la plus grande centrale de l'État de São Paulo et la seconde du Brésil. Elle est située sur le rio Paraná, entre les municipalités d'Ilha Solteira (SP) et de Selvíria (MS).
Avec l'usine Engenheiro Souza Dias à laquelle elle est reliée, elle forme le sixième complexe hydroélectrique du monde. 
Sa puissance installée est de 3 444 MW et elle a 20 unités génératrices (turbines de type Francis). L'usine est terminée depuis 1978. 
Le barrage a 5 605 mètres de long et son réservoir s'étend sur 1 195 km2 (près de deux fois la superficie du lac Léman). 
Le canal Pereira Barreto, de 9 600 mètres de longueur, connecte les réservoirs de l'usine hydroélectrique d'Ilha Solteira et de l'usine hydroélectrique Três Irmãos sur le rio Tietê, permettant l'intégration des opérations énergétiques des deux centrales, mais aussi la navigation directe entre le rio Tietê et la partie supérieure (ou amont) du haut Paraná.